# Distribució de Wishart inversa
En estadística, la distribució de Wishart inversa, també anomenada distribució de Wishart invertida, és una distribució de probabilitat definida en matrius definides positives de valor real. En l'estadística bayesiana s'utilitza com a prior conjugada per a la matriu de covariància d'una distribució normal multivariant.
Diem {\displaystyle \mathbf {X} } segueix una distribució de Wishart inversa, denotada com {\displaystyle \mathbf {X} \sim {\mathcal {W}}^{-1}(\mathbf {\Psi } ,\nu )}, si és invers {\displaystyle \mathbf {X} ^{-1}} té una distribució Wishart {\displaystyle {\mathcal {W}}(\mathbf {\Psi } ^{-1},\nu )}. S'han derivat identitats importants per a la distribució de Wishart inversa.

## Funció de densitat
La funció de densitat de probabilitat del Wishart invers és:
{\displaystyle f_{\mathbf {X} }({\mathbf {X} };{\mathbf {\Psi } },\nu )={\frac {\left|{\mathbf {\Psi } }\right|^{\nu /2}}{2^{\nu p/2}\Gamma _{p}({\frac {\nu }{2}})}}\left|\mathbf {X} \right|^{-(\nu +p+1)/2}e^{-{\frac {1}{2}}\operatorname {tr} (\mathbf {\Psi } \mathbf {X} ^{-1})}}
on {\displaystyle \mathbf {X} } i {\displaystyle {\mathbf {\Psi } }} són {\displaystyle p\times p} matrius definides positives, {\displaystyle |\cdot |} és el determinant i Γ p (· ) és la funció gamma multivariant.

## Moments
El següent es basa en Press, SJ (1982) "Applied Multivariate Analysis", 2a ed. (Dover Publications, Nova York), després de reparar el grau de llibertat per ser coherent amb la definició pdf anterior.
Si {\displaystyle W\sim {\mathcal {W}}(\mathbf {\Psi } ^{-1},\nu )} amb {\displaystyle \nu \geq p} i {\displaystyle X\doteq W^{-1}}, i que {\displaystyle X\sim {\mathcal {W}}^{-1}(\mathbf {\Psi } ,\nu )}.
La mitjana és:
{\displaystyle \operatorname {E} (\mathbf {X} )={\frac {\mathbf {\Psi } }{\nu -p-1}}.}